# Despec
Despec este o companie de IT din Țările de Jos.
Are o subsidiare în 20 de țări și o cifră de afaceri de peste 800 milioane euro.
Compania este prezentă ca distribuitor de produse IT și în România, unde a avut o cifră de afaceri din 57 milioane euro în anul 2007.